# 奥里亚 (布林迪西省)
奥里亚（義大利語：Oria），是意大利布林迪西省的一个市镇。总面积83平方公里，人口15385人，人口密度185.4人/平方公里（2009年）。ISTAT代码为074011。

## 历史
在古典时期称作Hyria（Uria），是梅萨比人的主要城邦之一，可见于希罗多德的《历史》。后被罗马共和国所征服。西罗马帝国崩溃后，该城在拜占庭帝国及伦巴第人之间多次易手。9-10世纪时多次为阿拉伯人所摧毁。11世纪时为诺曼人所征服，从此成为西西里王国的一部分。